# Tipula (Yamatotipula) furca
Tipula (Yamatotipula) furca is een tweevleugelige uit de familie langpootmuggen (Tipulidae). De soort komt voor in het Nearctisch gebied.